# Angelo Bianchi (cardinale)
Angelo Bianchi (Roma, 19 novembre 1817 – Roma, 22 gennaio 1897) è stato un cardinale e arcivescovo cattolico italiano.

## Biografia
Nacque a Roma il 19 novembre 1817.
Papa Leone XIII lo elevò al rango di cardinale nel concistoro del 25 settembre 1882.
Morì il 22 gennaio 1897 all'età di 79 anni.

## Genealogia episcopale e successione apostolica
La genealogia episcopale è:
- Cardinale Scipione Rebiba
- Cardinale Giulio Antonio Santori
- Cardinale Girolamo Bernerio, O.P.
- Arcivescovo Galeazzo Sanvitale
- Cardinale Ludovico Ludovisi
- Cardinale Luigi Caetani
- Cardinale Ulderico Carpegna
- Cardinale Paluzzo Paluzzi Altieri degli Albertoni
- Papa Benedetto XIII
- Papa Benedetto XIV
- Papa Clemente XIII
- Cardinale Marcantonio Colonna
- Cardinale Giacinto Sigismondo Gerdil, B.
- Cardinale Giulio Maria della Somaglia
- Cardinale Carlo Odescalchi, S.I.
- Cardinale Costantino Patrizi Naro
- Cardinale Giuseppe Berardi
- Cardinale Angelo Bianchi

La successione apostolica è:
- Cardinale Antonio María Cascajares y Azara (1882)
- Vescovo Friedrich Xaver Odo Fiala (1885)
- Vescovo Giovanni Battista Rossi (1894)
- Vescovo Gallicano Mergè (1894)
- Arcivescovo Bonaventura Maria Soldatich, O.F.M.Conv. (1895)